# يوتاكا إيهارا
يوتاكا إيهارا (باليابانية: 相原豊؛ بالكانا: あいはら ゆたか) هو لاعب جمباز فني ياباني، ولد في 18 ديسمبر 1970 في تاكاساكي في اليابان.

## وصلات خارجية
- يوتاكا إيهارا على موقع الاتحاد الدولي للجمباز (biography) (الإنجليزية)
- يوتاكا إيهارا على موقع أوليمبيديا (الإنجليزية)